# G.711
G.711 — это ITU-T стандарт для аудиокомпандирования. В основном используется в телефонии. Впервые был представлен в 1972 году.
G.711 — стандарт для представления 8-битной компрессии PCM голоса с частотой дискретизации 8000 семплов в секунду (8 КГц) и 8 bit/кадр. Таким образом, G.711-кодек создаёт поток около 64 kbit/s — ОЦК (Основной цифровой канал).
Существуют два основных алгоритма, представленных в стандарте, μ-law и A-law. Оба алгоритма являются логарифмическими, но более поздний A-law был изначально предназначен для компьютерной обработки процессов. Стандарт также определяет последовательность кодов, соответствующих уровню сигнала 0 dB.
Основные уравнения:
- Мю-закон (μ-law):

{\displaystyle y={\frac {\ln(1+\mu |x|)}{\ln(1+\mu )}}}, где {\displaystyle \mu =255}
- А-закон (A-law):

{\displaystyle y={\frac {Ax}{1+\ln A}}}, для {\displaystyle x\leqslant {\frac {1}{A}}}
{\displaystyle y={\frac {1+\ln(Ax)}{1+\ln A}}}, для {\displaystyle {\frac {1}{A}}\leqslant x\leqslant 1}
где {\displaystyle A=87.6}
ITU определяет, что нулевой бит имеет значение 128, а седьмой — значение 1. Это отличается от широко принятого определения, что бит 7 = 128, а бит 0 = 1.
При отправке данных через E1 (G.703) MSB (знаковый бит) отсылается первым, а LSB отсылается последним.

## Лицензирование
G.711 был выпущен в 1972 году. Его патент уже истек, поэтому он находится в свободном доступе.